# Morkepek
Morkepek is een bestuurslaag in het regentschap Bangkalan van de provincie Oost-Java, Indonesië. Morkepek telt 1338 inwoners (volkstelling 2010).